# 横松宗
横松 宗（よこまつ たかし、1913年（大正2年）7月19日 - 2005年10月15日）は、日本の近代中国思想研究者・教育学者。元八幡大学（現九州国際大学）学長。大分県中津市生まれ。魯迅、同郷の福沢諭吉研究の第一人者。

## 略歴
- 1931年（昭和6年） - 旧制大分県立中津中学校卒業[1]。
- 1935年（昭和10年） - 広島高等師範学校卒業[1]。
- 1935年（昭和10年） - 埼玉青年師範学校講師[1]。
- 1939年（昭和14年） - 中支那振興株式会社社員として中国へ赴任[1]、駐在員として農村政策・管理の仕事に就く。
- 1946年（昭和21年） - 帰国。
- 1956年（昭和31年） - 九州大学大学院修了[1]。
- 1956年（昭和31年） - 八幡大学講師[1]。その後法経学部長、教授を歴任。
- 1958年（昭和33年） - ロンドン大学留学[1]。
- 1975年（昭和50年） - 八幡大学学長2期。その後社会文化研究所所長を歴任。

学外の役職として、中津市教育委員長、北九州市家庭教育調査委員長、福岡市中国研究センター理事長、福沢諭吉協会会長、九州大学講師、ケンジントン大学（日本校）客員教授等を務めた。
横松は研究対象である福沢諭吉と魯迅に「近代国家主義思想」と「近代的科学精神」という2つの共通の自己確認があると述べている。これは魯迅が東京に留学した経験等から、ある意味魯迅が福沢に影響され啓発された現れとも論じている。

## 著書
- 新支那の建設工作（育英出版、 1944年）
- 現代教育学入門（八幡大学法経学会刊行、明治図書、1967年）
- 魯迅の思想 民族の教師（河出書房新社、1973年）
- 魯迅の思想 民族の怨念（河出書房新社、1973年）
- 戦後民主主義と教育（明治図書、1973年）
- 大正から昭和へ―恐慌と戦争の中を生きて（河出書房新社、1989年）
- 福沢諭吉 中津からの出発（朝日新聞社、1991年）
- その発想のパラドックス 福沢諭吉（梓書院、2004年）

### 訳書
- 中国近代史（八幡大学社会文化研究所刊行、中国書店、1975年）

### 論文
横松宗>